# Thomas F. Wilson
Thomas Francis Wilson (Filadelfia, 15 aprile 1959) è un attore e comico statunitense.

## Biografia
Noto soprattutto per aver interpretato il ruolo dell'odioso e spietato Biff Tannen nella fortunata trilogia Ritorno al futuro, Thomas F. Wilson è successivamente apparso in film e serie televisive, anche come doppiatore. Nel 1991 ha vinto un Saturn Award per l'interpretazione in Ritorno al futuro - Parte III.
Diretto da Fred Walton ha interpretato un ruolo secondario in Pesce d'aprile del 1989. Dopo Ritorno al futuro, ha lavorato nuovamente con Christopher Lloyd nel 1994, nel film Vacanze a modo nostro, mentre nel 2003 è apparso nel film comico Trial and Error: The making of sequestered, distribuito solo negli Stati Uniti.
Nel 1992 ha prestato la voce al personaggio Tony Zucco nella serie animata Batman e al detective Matt Bluestone nella serie animata Gargoyles. Successivamente ha collaborato alla realizzazione di un videogioco per PC Wing Commander III: Heart of the tiger, molto popolare in quel periodo. Nel 1996 ha lavorato anche al sequel del gioco, Wing Commander IV : Price of Freedom, con un successo maggiore del precedente titolo; è inoltre presente nel quinto capitolo, Wing Commander Prophecy, nel quale interpreta sempre la parte del Maggiore Todd "Maniac" Marshall. Nel ruolo di doppiatore ha inoltre prestato la voce a diversi personaggi nel film animato SpongeBob e nel videogioco Crash Bandicoot, nel quale ha collaborato anche alla realizzazione di alcune tracce del sonoro.
Dal 1999 al 2000 ha rivestito il ruolo di Ben Fredricks in una commedia della NBC Freaks and Geeks. Ha inoltre coperto ruoli in altre serie televisive tra le quali Dr. House - Medical Division, Still Standing, Boston Legal e Sabrina, vita da strega. Ha inoltre partecipato come attore non protagonista ad alcuni episodi di Ghost Whisperer - Presenze.
Wilson è inoltre un noto comico, specializzato in particolare nella cosiddetta stand-up comedy, e ha più volte attraversato gli Stati Uniti in tournée coi suoi spettacoli.
Wilson è anche un suonatore di tuba e un pittore. Nel 2006 è stato selezionato ed invitato ad unirsi alla "California Featured Artist Series" a Disneyland. I soggetti più ritratti dall'attore sono giocattoli del 1900.

## Filmografia parziale

### Attore

#### Cinema
- Ritorno al futuro (Back to the Future), regia di Robert Zemeckis (1985)
- Eroi per un amico (Let's Get Harry), regia di Stuart Rosenberg (1986)
- Pesce d'aprile (April Fool's Day), regia di Fred Walton (1986)
- Action Jackson, regia di Craig R. Baxley (1988)
- Ritorno al futuro - Parte II (Back to the Future - Part II), regia di Robert Zemeckis (1989)
- Ritorno al futuro - Parte III (Back to the Future Part III), regia di Robert Zemeckis (1990)
- Patto di sangue (Blood In Blood Out), regia di Taylor Hackford (1993)
- Vacanze a modo nostro (Camp Nowhere), regia di Jonathan Prince (1994)
- Operazione Gatto (That Darn Cat), regia di Bob Spiers (1997)
- Capitan Zoom - Accademia per supereroi (Zoom), regia di Peter Hewitt (2006)
- The Informant!, regia di Steven Soderbergh (2009)
- House Broken - Una casa sottosopra (House Broken), regia di Sam Harper (2009)
- Corpi da reato (The Heat), regia di Paul Feig (2013)

#### Televisione
- Supercar (Knight Rider) – serie TV, 1 episodio (1984)
- L'albero delle mele (The Facts of Life) – serie TV, 1 episodio (1984)
- Sabrina, vita da strega (Sabrina, the Teenage Witch) – serie TV, 1 episodio (1996)
- Andersonville, regia di John Frankenheimer – film TV (1996)
- Nash Bridges – serie TV, 1 episodio (2001)
- Due uomini e mezzo (Two and a Half Men) – serie TV, 1 episodio (2003)
- Zoey 101 – serie TV, episodio 1x11 (2005)
- Cold Case - Delitti irrisolti (Cold Case) – serie TV, episodio 3x17 (2006)
- Ghost Whisperer - Presenze (Ghost Whisperer) – serie TV, 6 episodi (2006-2008)
- Dr. House - Medical Division (House, M.D.) – serie TV, episodio 4x06 (2007)
- Boston Legal – serie TV, 1 episodio (2007)
- Bones – serie TV, episodio 3x12 (2009)
- Psych – serie TV, episodio 4x08 (2009)
- Legends of Tomorrow – serie TV, 1 episodio (2019)
- NCIS - Unità anticrimine (NCIS) – serie TV, episodio 18x03 (2020)

### Doppiatore
- Ritorno al futuro – serie TV, 26 episodi (1991-1992)
- Boris e Natasha (Boris and Natasha: The Movie), regia di Charles Martin Smith – film TV (1992)
- Batman – serie animata, 2 episodi (1993)
- Gargoyles - Il risveglio degli eroi (Gargoyles) – serie TV, 19 episodi (1995-1996)
- Mignolo e Prof – serie TV, 1 episodio (1998), 1 episodi (1998)
- Timon e Pumbaa – serie animata, 1 episodio (1999)
- Atlantis - Il ritorno di Milo – serie TV, 1 episodio (2003)
- Due uomini e mezzo (Two and a Half Men) – serie TV, 2 episodi (2003-2006)
- SpongeBob - Il film (The SpongeBob SquarePants Movie), regia di Stephen Hillenburg (2004)
- Dragons - I cavalieri di Berk (Dragons: Riders of Berk) – serie animata, 7 episodi (2012-in corso)

## Doppiatori italiani
Nelle versioni in italiano delle opere in cui ha recitato, Thomes F. Wilson è stato doppiato da:
- Alessandro Rossi in Ritorno al futuro, Ritorno al futuro - Parte II, Ritorno al futuro - Parte III, Psych
- Vittorio De Angelis in Vacanze a modo nostro, Operazione Gatto, The Informant!
- Massimo Lodolo in Nash Bridges
- Roberto Draghetti in Corpi da reato
- Saverio Indrio in Dr. House - Medical Division
- Franco Mannella in Cold Case - Delitti irrisolti
- Francesco Prando in Ghost Whisperer - Presenze
- Alberto Angrisano in NCIS - Unità anticrimine
- Stefano Thermes in The Ranch

Da doppiatore è sostituito da:
- Pietro Ubaldi in Ritorno al futuro
- Pasquale Ruju in Batman
- Vittorio De Angelis in Gargoyles
- Mario Bombardieri in Spongebob - Il film